# Gauville-la-Campagne
Gauville-la-Campagne est une commune française située dans le département de l'Eure, en région Normandie.
Ses habitants sont des Gauvillais ou des Gauvillois.

## Géographie

### Communes limitrophes
| Bernienville | Saint-Martin-la-Campagne |        |
| Claville     | Gauville-la-Campagne     | Aviron |
| Caugé        | Parville                 | Évreux |

### Hydrographie
La commune est située dans le bassin Seine-Normandie. Elle n'est drainée par aucun cours d'eau,.

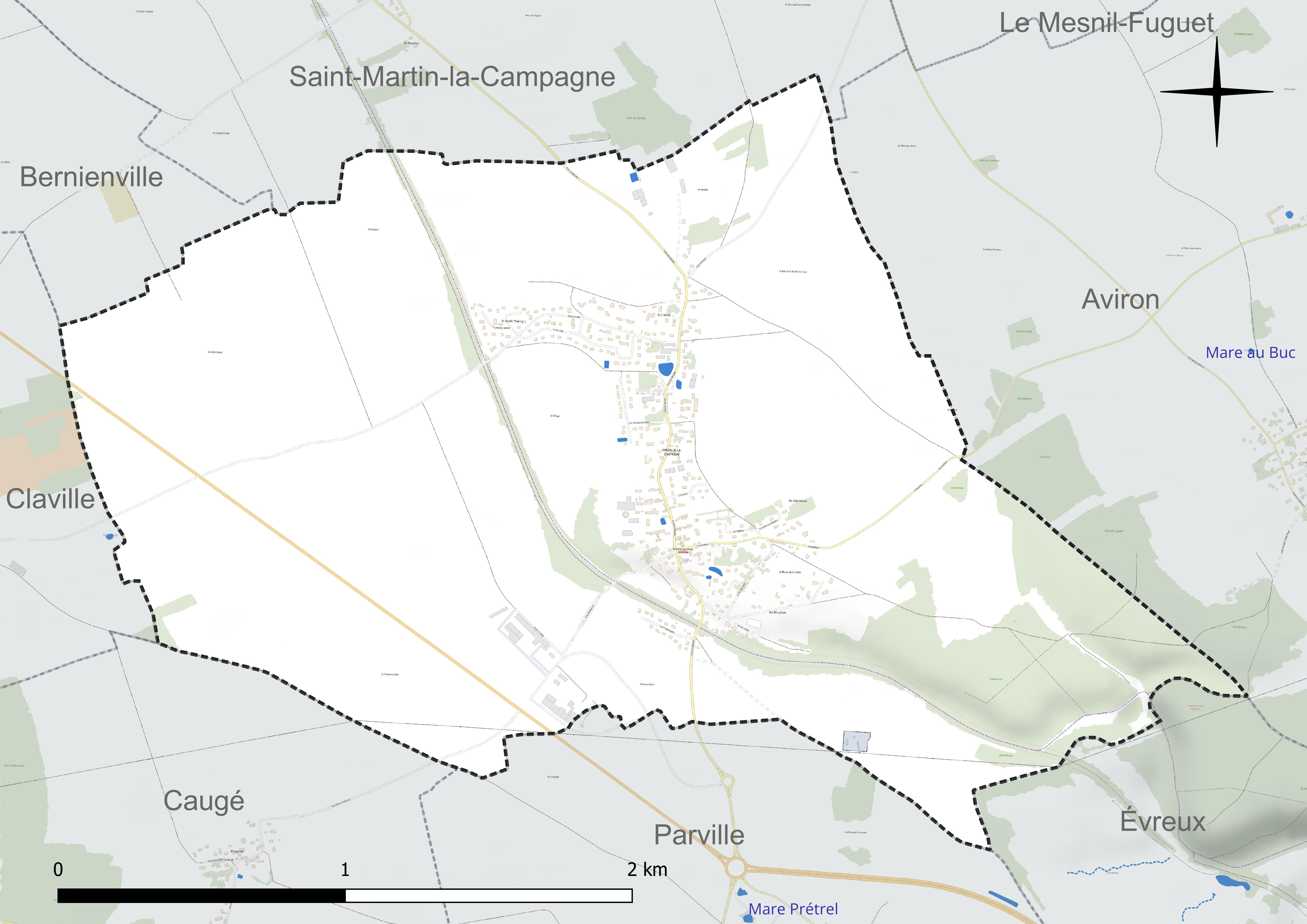
Réseau hydrographique de Gauville-la-Campagne.

### Climat
Pour des articles plus généraux, voir Climat de la Normandie et Climat de l'Eure.
En 2010, le climat de la commune est de type climat océanique dégradé des plaines du Centre et du Nord, selon une étude du CNRS s'appuyant sur une série de données couvrant la période 1971-2000. En 2020, Météo-France publie une typologie des climats de la France métropolitaine dans laquelle la commune est exposée à un climat océanique et est dans la région climatique  Côtes de la Manche orientale, caractérisée par un faible ensoleillement (1 550 h/an) ; forte humidité de l’air (plus de 20 h/jour avec humidité relative > 80 % en hiver), vents forts fréquents. Parallèlement le GIEC normand, un groupe régional d’experts sur le climat, différencie quant à lui, dans une étude de 2020, trois grands types de climats pour la région Normandie, nuancés à une échelle plus fine par les facteurs géographiques locaux. La commune est, selon ce zonage, exposée à un « climat des plateaux abrités », correspondant aux plaines agricoles de l’Eure, avec une pluviométrie beaucoup plus faible que dans la plaine de Caen en raison du double effet d’abri provoqué par les collines du Bocage normand et par celles qui s’étendent sur un axe du Pays d'Auge au Perche.
Pour la période 1971-2000, la température annuelle moyenne est de 10,4 °C, avec  une amplitude thermique annuelle de 14,2 °C. Le cumul annuel moyen de précipitations est de 663 mm, avec 11,4 jours de précipitations en janvier et 8,2 jours en juillet. Pour la période 1991-2020, la température moyenne annuelle observée sur la station météorologique la plus proche, située sur la commune de Huest à 9 km à vol d'oiseau, est de 11,2 °C et le cumul annuel moyen de précipitations est de 600,6 mm,. Pour l'avenir, les paramètres climatiques de la commune estimés pour 2050 selon différents scénarios d’émission de gaz à effet de serre sont consultables sur un site dédié publié par Météo-France en novembre 2022.

## Urbanisme

### Typologie
Au 1er janvier 2024, Gauville-la-Campagne est catégorisée commune rurale à habitat dispersé, selon la nouvelle grille communale de densité à 7 niveaux définie par l'Insee en 2022.
Elle est située hors unité urbaine. Par ailleurs la commune fait partie de l'aire d'attraction d'Évreux, dont elle est une commune de la couronne,. Cette aire, qui regroupe 108 communes, est catégorisée dans les aires de 50 000 à moins de 200 000 habitants,.

### Occupation des sols
L'occupation des sols de la commune, telle qu'elle ressort de la base de données européenne d’occupation biophysique des sols Corine Land Cover (CLC), est marquée par l'importance des territoires agricoles (81,5 % en 2018), en diminution par rapport à 1990 (84,2 %). La répartition détaillée en 2018 est la suivante : 
terres arables (81,4 %), forêts (9,2 %), zones urbanisées (9 %), espaces verts artificialisés, non agricoles (0,2 %), zones agricoles hétérogènes (0,2 %). L'évolution de l’occupation des sols de la commune et de ses infrastructures peut être observée sur les différentes représentations cartographiques du territoire : la carte de Cassini (XVIIIe siècle), la carte d'état-major (1820-1866) et les cartes ou photos aériennes de l'IGN pour la période actuelle (1950 à aujourd'hui).

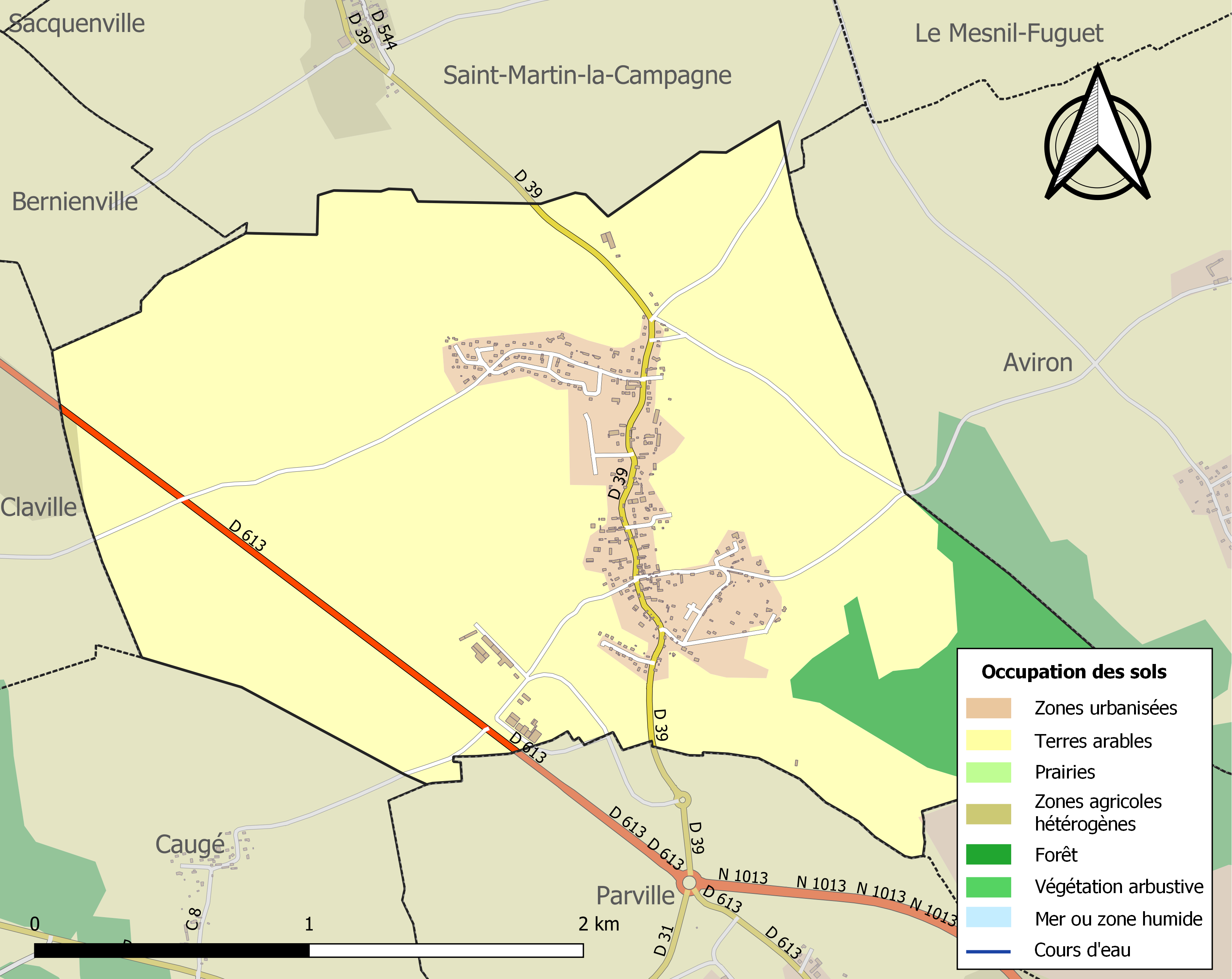
Carte des infrastructures et de l'occupation des sols de la commune en 2018 (CLC).

## Toponymie
Le nom de la localité est attesté sous les formes Galvilla vers 1060 (charte de Guillaume le Conquérant), Gauvilla vers 1130 (charte d’Audin, évêque d’Évreux), Wauvilla vers 1181 (charte d’Amaury, comte d’Évreux), Wavilla vers 1230 (bulle de Grégoire IX), S. Andrieu-de-Gauville en 1318 (cartulaire du chapitre d’Évreux), Gauville jouxte Évreux en 1400 (aveu de Guillaume de Cantiers, évêque d’Évreux), Goville en 1631 (Tassin, Plans et profilz), Ganville en 1793, Gauville en 1801.
Le déterminant complémentaire -la-Campagne permet de faire la distinction avec Gauville (Orne).

## Histoire

### Héraldique
| Blason | Blasonnement : D'or au sautoir d'azur chargé d'une tour d'argent et cantonné de quatre roses de gueules. |

## Politique et administration
| Période                                  | Période   | Identité        | Étiquette | Qualité                     |
| ---------------------------------------- | --------- | --------------- | --------- | --------------------------- |
| avril 1813                               | mars 1818 | Michel Lesage   |           | Cultivateur                 |
| mars 2001                                | 2014      | Josette Harent  | PS        |                             |
| mars 2014                                | En cours  | Françoise Canel | SE        | Retraitée Fonction publique |
| Les données manquantes sont à compléter. |           |                 |           |                             |

## Démographie
L'évolution du nombre d'habitants est connue à travers les recensements de la population effectués dans la commune depuis 1793. Pour les communes de moins de 10 000 habitants, une enquête de recensement portant sur toute la population est réalisée tous les cinq ans, les populations de référence des années intermédiaires étant quant à elles estimées par interpolation ou extrapolation. Pour la commune, le premier recensement exhaustif entrant dans le cadre du nouveau dispositif a été réalisé en 2006.

En 2022, la commune comptait 647 habitants, en évolution de +14,51 % par rapport à 2016 (Eure : −0,25 %, France hors Mayotte : +2,11 %).
| 1793 | 1800 | 1806 | 1821 | 1831 | 1836 | 1841 | 1846 | 1851 |
| ---- | ---- | ---- | ---- | ---- | ---- | ---- | ---- | ---- |
| 167  | 184  | 197  | 163  | 167  | 187  | 194  | 178  | 175  |

| 1856 | 1861 | 1866 | 1872 | 1876 | 1881 | 1886 | 1891 | 1896 |
| ---- | ---- | ---- | ---- | ---- | ---- | ---- | ---- | ---- |
| 169  | 166  | 180  | 178  | 184  | 194  | 176  | 145  | 163  |

| 1901 | 1906 | 1911 | 1921 | 1926 | 1931 | 1936 | 1946 | 1954 |
| ---- | ---- | ---- | ---- | ---- | ---- | ---- | ---- | ---- |
| 157  | 162  | 167  | 152  | 143  | 146  | 152  | 167  | 173  |

| 1962 | 1968 | 1975 | 1982 | 1990 | 1999 | 2006 | 2011 | 2016 |
| ---- | ---- | ---- | ---- | ---- | ---- | ---- | ---- | ---- |
| 182  | 194  | 275  | 431  | 544  | 537  | 514  | 495  | 565  |

| 2021 | 2022 | - | - | - | - | - | - | - |
| ---- | ---- | - | - | - | - | - | - | - |
| 633  | 647  | - | - | - | - | - | - | - |

## Économie
- Claas

## Culture locale et patrimoine

### Lieux et monuments

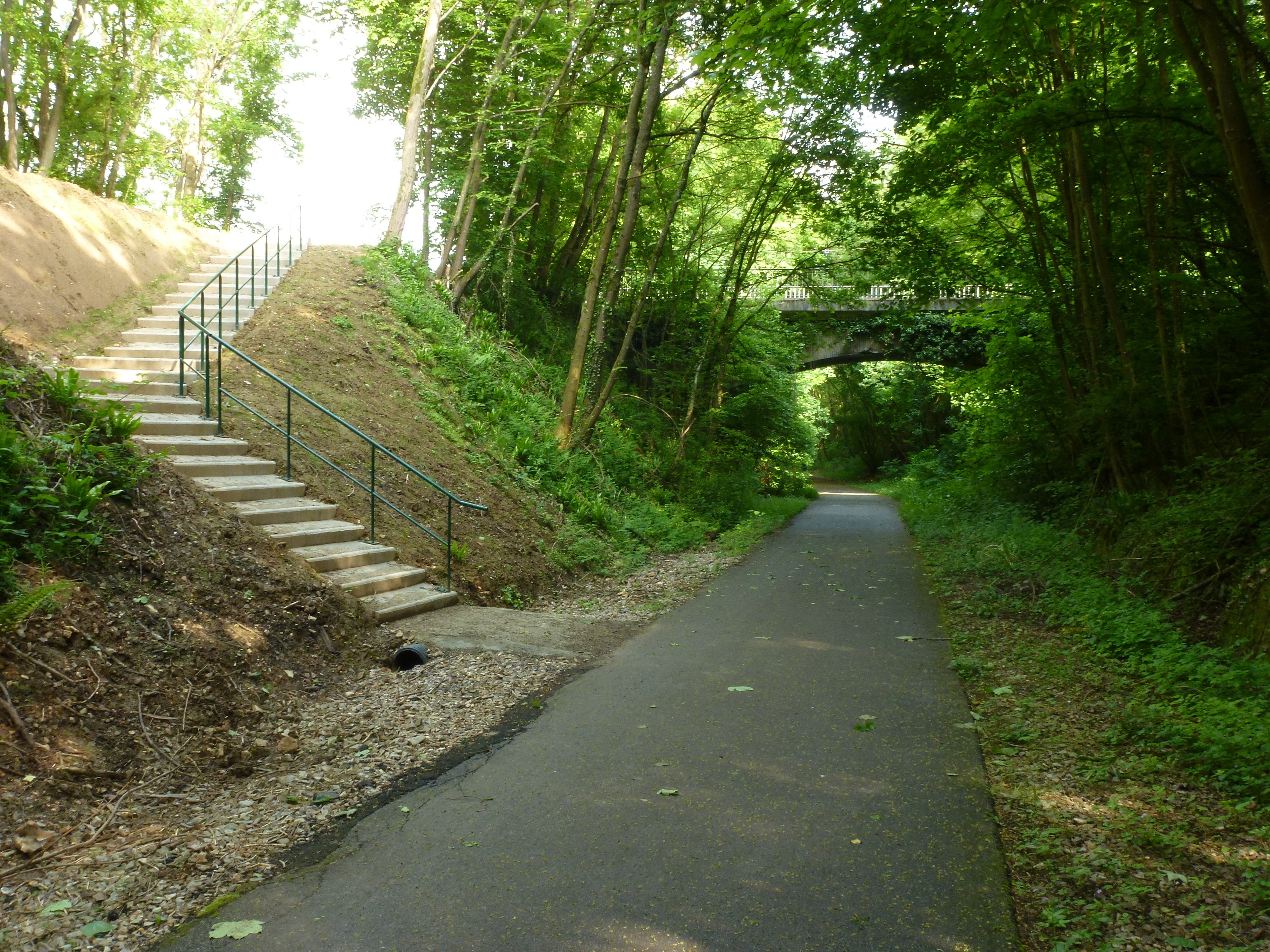
La voie verte à Gauville-la-Campagne.

- L'église Saint-André du XVe siècle. Elle comporte deux objets au titre de monuments historiques[22],[23].
- Le monument aux morts.
- La mare du village.
- La voie verte d'Évreux à la vallée du Bec[24] sur le tracé de l'ancien chemin de fer Évreux - Le Neubourg - Le Bec-Hellouin et l'ancien bâtiment ferroviaire de Gauville.